# Alfa Record
L'Alfa Record S.r.l. è stata una casa discografica italiana attiva dal 1960 al 1964. Il suo logo era composto dalle quattro lettere Alfa in carattere stampatello racchiuse in un ideale semicerchio.

## Storia
Fondata all'inizio del 1960, pubblicò inizialmente dischi di musica da ballo. Successivamente, comprese il potenziale commerciale della musica beat in Italia, e decise di produrre una serie di gruppi del genere, quali i Meteors o Silvano Silvi e gli Erranti.
Per la distribuzione si appoggiava ad etichette maggiori come la Compagnia Generale del Disco.
Alla fine del decennio ha chiuso le attività.
Fondatore e direttore artistico è stato il Maestro Nino Casiroli (1910-1975), milanese, compositore di musica, autore di testi ed editore. Autore di grandi successi dagli anni trenta agli anni settanta, tra i quali È arrivato l'ambasciatore, Evviva la torre di Pisa, La famiglia Brambilla, Qualcuno cammina, Serenata ad un angelo, Era lei, Il pinguino innamorato, Sotto l'ombrello, dagli una spinta vincitrice dello Zecchino d'oro del 1965.

## I dischi pubblicati
Per la datazione ci si basa sull'etichetta del disco, o sul vinile o, infine, sulla copertina; qualora nessuno di questi elementi avesse una datazione, ci si basa sulla numerazione del catalogo, se esistenti, vengono riportati oltre all'anno il mese e il giorno (quest'ultimo dato si trova, a volte, stampato sul vinile).

### 33 giri
| Numero di catalogo | Anno            | Interprete                                         | Titoli                                       |
| ------------------ | --------------- | -------------------------------------------------- | -------------------------------------------- |
| OP 7007            | 12 ottobre 1962 | Orchestra Estrellita                               | Orchestra Estrellita                         |
| OP 7008            | 1963            | The Madison Boys, The Milords e Complesso Casiroli | 12 grandi successi Alfa Record               |
| OP 7009            | 1963            | Orchestra Estrellita                               | One night at the Suvretta Hotel Saint Moritz |
| OP 7011            | 1964            | The Meteors, The Milords e Orchestra Estrellita    | 12 grandi successi                           |
| OP 7015            | 1964            | Orchestra Estrellita                               | One night at the Villa d'Este                |

### EP
| Numero di catalogo | Anno | Interprete  | Titoli                                                   |
| ------------------ | ---- | ----------- | -------------------------------------------------------- |
| EP 1729            | 1964 | Hilde Mauri | Senza stele/Vivere per credere/Madre Maria/Come il fiume |

### 45 giri
| Numero di catalogo | Anno | Interprete                                      | Titoli                                                   |
| ------------------ | ---- | ----------------------------------------------- | -------------------------------------------------------- |
| NP 301             | 1960 | I Supersonici                                   | Bongo cha cha cha/Lei, lui...cha cha cha                 |
| NP 308             | 1960 | I Miguelito                                     | Descamisados/Alma de fuego                               |
| NP 332             | 1961 | The Meteors                                     | Abrakadabra/Nunca                                        |
| NP 333             | 1961 | The Meteors                                     | Angustia/Lucilla                                         |
| NP 334             | 1962 | The Meteors                                     | Marcia turca/Avanti indré                                |
| NP 339             | 1962 | I Cadetti di Scaglioni; cantano Renzo e Roberta | Pepito/Mon Beau Chapeau                                  |
| NP 340             | 1962 | I Cadetti di Scaglioni; cantano Renzo e Roberta | Malaguena/Coccolona                                      |
| NP 351             | 1962 | The Meteors                                     | Eulalia Torricelli twist/Movimento twist                 |
| NP 352             | 1962 | The Meteors                                     | Begin the beguine/Canzone d'amore pagana                 |
| NP 361             | 1962 | The Meteors                                     | Dove sei/Il tuo sorriso                                  |
| NP 362             | 1962 | I Cadetti di Scaglioni; cantano Renzo e Roberta | Moliendo Café/Napoleon                                   |
| NP 363             | 1962 | I Cadetti di Scaglioni; cantano Renzo e Roberta | O sole mio/Quando una ragazza                            |
| NP 376             | 1962 | Sestetto Pareschi                               | La battaglia (The battle)/Twistin' the twist             |
| NP 384             | 1962 | Complesso Casiroli, canta Gigliola Bellis       | Un sogno/Diogene                                         |
| NP 401             | 1963 | The Milords                                     | Un sogno/Blue London                                     |
| NP 402             | 1963 | Silvano Silvi & gli Erranti                     | Stella d'argento/Rinki Dink                              |
| NP 403             | 1963 | Silvano Silvi & gli Erranti                     | Tenendoti per mano/Tu lo sai                             |
| NP 404             | 1963 | Ermanno Brizio                                  | Tu che m'hai preso il cuor/O sole mio                    |
| NP 405             | 1963 | Ermanno Brizio                                  | 'na sera 'e maggio/Torna a Surriento                     |
| NP 407             | 1963 | The Friends                                     | Ja!Tamouré/Tamourè                                       |
| NP 408             | 1963 | The Friends                                     | Quando brilla la luna/Cu cu ru cu cu paloma              |
| NP 412             | 1963 | Renzo Chigioni                                  | La spagnola/Vecchia Castiglia                            |
| NP 413             | 1963 | Renzo Chigioni                                  | Polca birichina/Castigliana                              |
| NP 414             | 1963 | Renzo Chigioni                                  | Eliana/Tango sbarazzino                                  |
| NP 415             | 1963 | Francesco Emaldi                                | FORZA BOLOGNA/Il Mondo è Mio                             |
| NP 416             | 1963 | Gabry Verni                                     | Anche se/Quelli della mia età                            |
| NP 417             | 1963 | The Meteors                                     | Amico/Non finirò d'amarti                                |
| NP 419             | 1963 | The Meteors                                     | Vita difficile/Hey Paola!                                |
| NP 420             | 1963 | Gianni Schirone e The Milords                   | Era un'abitudine/Per te morirò                           |
| NP 421             | 1963 | Gianni Schirone e The Milords                   | Le rose sono rosse/Un sole caldo caldo caldo             |
| NP 422             | 1963 | Susan Martin                                    | Ci sto/Monsieur                                          |
| NP 423             | 1964 | Edda Liviero con l'Orchestra Estrellita         | A force de prier/Je suis d'accord                        |
| NP 424             | 1964 | Complesso Dammicco                              | Parlami d'amore Mariù/Afro cubalto                       |
| NP 425             | 1964 | Marisa D'Ambra con il complesso Dammicco        | La ragazza dell'ombrellone accanto/Son finite le vacanze |
| NP 426             | 1964 | Susan Martin                                    | La vendemmia dell'amore/Viene tardi troppo presto        |
| NP 427             | 1964 | The Six Foolish                                 | Please please me/Misery                                  |
| NP 432             | 1964 | Coro G.A.M. di Comun Nuovo                      | Sul ponte di Bassano/Bombardano Cortina                  |